# 酃县 (宋朝)
酃县是南宋嘉定四年（1211年）设置的县。为官员曹彦约平定黑风峒变乱后、稳固统治所设。是今湖南省罗霄山脉中段、井冈山西麓的山区县。为炎帝陵所在。1994年，改名为炎陵县。

## 南宋设县
南宋嘉定四年（1211年），析茶陵县之康乐、霞阳、常平三乡，在洣水之南置酃县。《宋史》称，因酃湖得名。明嘉靖《衡州府志》、清《读史方舆纪要》称，因古酃县得名。清朝乾隆《酃县志》称，县城有酃泉，因而得名。三种说法没有定论。
在嘉定初年，当时有羅世傳、李元礪、李新等人相继反叛朝廷，即黑风峒变乱。“桂陽、茶陵、安仁三縣皆破，環地千里，莽為盜區。”湖南轉運判官曹彦约平定叛乱。宋廷在平叛后，新设桂东县、资兴县、酃县:46。《酃县志·隶属》所记，曹彦约在嘉定四年（1211年）平定黑风峒（今桂东县境）羅世傳叛乱后，为加强朝廷对边远山区的统治，请求以茶陵县的三个乡设置酃县，以古酃县名之，仍隶茶陵军。
酃县县治在霞阳镇，曾属衡州，后属茶陵军。炎帝陵所在鹿原陂时属康乐乡。宋时，朝廷在炎帝陵前建庙。后有多次重修、重建。

## 元朝至清末
元朝时，酃县属衡州路，为下县。明属衡州府。明朝时，县城周四里有奇，编户十四里。黄烟堡由衡州卫官兵戍守。县西四十五里有云秋山（当代名为金紫峰、金紫仙），县西南八十里有万阳山，县北十里、与茶陵州边界处有青台山。县东旧有洣泉，洣水曾发源于此。洣水与云秋水合流，北流入茶陵州界。流经的桃源溪，北流合于云秋水，为桃源江口。嘉靖二年（1523年），建成酃县城墙。明清之际，因社会动乱县城人口骤减，基础设施遭到严重损坏。
清朝，酃县仍属衡州府，考评：简。雍正十一年（1733年），知县張浚奉文动用国库，按照帝王陵殿标准重建炎帝陵。咸丰年间，太平军攻入酃县县城，县城遭到严重破坏。

## 中华民国时期
中华民国初年，全国废府，酃县直属湖南省，后属衡陽道。
1927年时，中国共产党在此地展开革命活动。1928年4月19日，毛泽东领导中国工农红军占领酃县。國民政府随即展开反击，酃县战斗结束后，毛泽东率部撤退。4月21日，毛泽东和朱德在酃县十都首次会面。4月22日，国军第八军一师“熊震全部养日克服酃县”。4月28日，即是朱毛会师。日后，酃县成为井冈山革命根据地的一部分。国共双方在此地展开军事拉据。酃县县城在国军数次军事围剿中损失严重。中华人民共和国作者提及，1927年至1937年期间，在酃县“牺牲的革命干部和群众达2.3万人，占总人口的23%”:40。
1937年，酃县政府以炎帝陵为名，设置炎陵乡。1938年，地处罗霄山脉山区的酃县成为抗战后方。全面抗战时期的1940年，湖南省主席薛岳决定将省政府暂时迁往酃县炎陵山。营建省府住所主事人因炎帝陵年久失修，报请薛岳批准、湖南省政府拨专款，修葺炎帝陵。
1949年4月，中国人民解放军取得渡江战役胜利，解放军部队南下陆续攻占江西、湖南两省。已陆续攻占酃县周围的江西宁冈、永新、遂川和湖南茶陵、安仁、资兴、桂东等县。当时，中華民國國防部保安局局长唐縱派遣保安局少将参议霍远鹏组成起“湘赣边区反共救國軍”。其中，第二、四支队驻守酃县，拥有2000多人规模的武装:40。
霍远鹏的“反共救国军”司令部驻扎在酃县、安仁县交界的的金紫仙脚下鹏塘、太平墟（在今炎陵县东风乡）一带。霍远鹏试图以地形、依托酃县据守。中共方面经过长期准备后，于10月20日，围攻鹏塘、太平墟。在司令部俘虏霍远鹏。中共衡阳地委、军分区484团则于10月27日，在驻军逃离的情况下，进占酃县县城:41—43。

## 中华人民共和国时期
1949年10月27日，中共方面取得酃县县城，即以此为“解放酃县”之日。第一任中共酃县县委书记为申祖训，县长赵德新、县委组织部长樊致祥、公安局长王禧。10月30日，清剿“反共救国军”残部的解放军回到县城。11月2日，中共方面在县城洣泉书院前广场举办“酃县解放暨剿匪胜利大会”。酃县人民政府正式成立。11月中旬，“反共救国军”残部在资兴县彭公庙集结。解放军四八四团前去围剿，在彭公庙围歼其残部:42—43。
1949年10月后，酃县属衡阳专区。1954年，划入郴县专区。与安仁县同属衡阳专区、郴县专区。未知，原安仁县的太平墟是否在此时划入酃县，设为东风乡:42。1959年3月22日，中国国务院批准，撤销酃县，辖区并入茶陵县。1961年，复置酃县，属湘潭专区。1970年，属湘潭地区。1983年，酃县改属株洲市。
自1950年代起，酃县城墙和县城大部分旧建筑被拆除，同时，城区面积不断扩大。1990年代初，酃县因“邑有圣陵”——炎帝陵而改名炎陵县。这是中国大陆常见的，因经济因缘或提高知名度而推动的传统地名改名。1993年7月24日，湖南省人民政府向国务院提交《关于将酃县更名为炎陵县的请示》。次年4月5日，民政部下发《关于湖南省酃县更名为炎陵县的批复》，批准酃县更名为炎陵县。